# Мермельштейн, Мел
Мел Мермельштейн (венг. Mel Mermelstein; 25 сентября 1926, Мукачево, Чехословакия — 28 января 2022, Лонг-Бич, Калифорния) — еврей, переживший заключение в концлагере Освенцим. Мермельштейн стал известен после того, как выиграл судебный процесс против Института пересмотра истории.

## Биография

### Освенцим
Мел Мермельштейн родился 25 сентября 1926 года в закарпатском городе Мукачево, который в то время принадлежал Чехословакии, а в 1938 году перешел к Венгрии. 19 мая 1944 года он вместе со своей семьёй и другими членами еврейской общины был депортирован в концлагерь Освенцим. Его двух сестёр двадцати и пятнадцати лет и мать умертвили, отправив в газовую камеру номер пять.
Вместе с отцом и братом Мел работал в Освенциме в качестве чернорабочего. Из них троих удалось пережить заключение ему одному. Впоследствии он также содержался в Бухенвальде вплоть до освобождения этого лагеря.
По окончании войны Мермельштейн переселился в Нью-Йорк, где завербовался в ряды Армии США. Женился на американской учительнице, у них родилось четверо детей. В 1960 году они переехали в Калифорнию.

### Судебный процесс
В 1978 году Институт пересмотра истории (ИПИ) разослал письма нескольким выжившим в Холокосте и обещал награду в размере 50 тысяч долларов любому, кто сможет доказать, что евреев убивали газом в Освенциме. Мермельштейн отправил открытые письма в газеты «Los Angeles Times», «The Jerusalem Post» и несколько других, где предоставил нотариально заверенные документы, что он был свидетелем убийства своей семьи в газовой камере. Несмотря на это, ИПИ отказался выплачивать обещанное денежное вознаграждение.
Тогда Мермельштейн подал на ИПИ в Верховный суд округа Лос-Анджелес, обвинив ИПИ в нарушении договора, а также клевете, и требуя выплатить ему указанное вознаграждение и компенсацию за моральный ущерб. Интересы Мермельштейна предоставлял адвокат Уильям Джон Кокс.
Суд при рассмотрении дела поддержал утверждения Мермельштейна. Судья Томас Т. Джонсон в 1981 году принял решение о судейской осведомлённости. Он заявил, что убийство газом евреев в Освенциме летом 1944 года является бесспорным фактом и не может быть поставлено под сомнение.
Согласно судебному решению, принятому в июле 1985 года, ИПИ выплатил Мермельштейну 90 тысяч долларов и опубликовал письмо с персональными извинениями.

### Дальнейшая судьба
В 1991 году в США вышел фильм «Никогда не забыть», срежиссированный Джозефом Сарджентом и рассказывающий о судебном процессе против Института пересмотра истории. Роль Мермельштейна исполнил Леонард Нимой, его жены — Блайт Даннер, адвоката Кокса — Дэбни Коулмен. Сам же Мел появился в картине в роли своего отца[≡].
В 1999 году Мермельштейн опубликовал автобиографическую книгу «By bread alone», в которой описал заключение в Освенциме и суд с ИПИ.
У Мермельштейна была своя некоммерческая организация «Auschwitz Study Foundation», занимающаяся просвещением людей относительно Холокоста. Её девиз — «Изучение Холокоста — это изучение человечества»[≡].
Умер Мермельштейн 28 января 2022 года от последствий коронавирусной инфекции.